# 雪莉 (紐約州)
雪莉（英語：Shirley）是位於美國紐約州薩福克縣的普查規定居民點。

## 人口
根據2020年美國人口普查的數據，雪莉的面積為31.52平方千米，當中陸地面積為29.30平方千米，而水域面積為2.21平方千米。當地共有人口26360人，而人口密度為每平方千米836.29人。